# Roxana (Illinois)
Roxana é uma vila localizada no estado americano de Illinois, no Condado de Madison.

## Demografia
Segundo o censo americano de 2000, a sua população era de 1547 habitantes.
Em 2006, foi estimada uma população de 1495, um decréscimo de 52 (-3.4%).

## Geografia
De acordo com o United States Census Bureau tem uma área de
17,7 km², dos quais 17,6 km² cobertos por terra e 0,1 km² cobertos por água.

## Localidades na vizinhança
O diagrama seguinte representa as localidades num raio de 8 km ao redor de Roxana.